# David Lucas Kühl
David Lucas Kühl (* 20. Oktober 1752 in Stralsund; † 9. Januar 1837 ebenda)  war ein deutscher Jurist und Bürgermeister von Stralsund.

## Leben
David Lucas Kühl besuchte von 1764 bis 1771 das Sundische Gymnasium im ehemaligen Stralsunder Katharinenkloster. Im Jahr 1771 nahm ihn sein Vater mit zur Krönung des Königs Gustav III. von Schweden. Er begann 1772 an der Universität Göttingen ein Studium der Rechtswissenschaft, 1775 wechselte er an die Universität Greifswald. Im Jahr 1776 erhielt er die Zulassung als Anwalt sowohl bei den Stralsunder Gerichten als auch beim Hofgericht in Greifswald. Ab 1782 war er als Anwalt beim Wismarer Tribunal zugelassen. Im gleichen Jahr übernahm er das Amt des Advokaten für das Kloster St. Jürgen vor Rambin.
Er wurde im Jahr 1787 in den Stadtrat von Stralsund gewählt. Im Jahr 1794 wurde er Gerichtsdirektor und von 1802 bis 1837 war er Bürgermeister in Stralsund.
Als einer von drei Abgeordneten Stralsunds und Sprecher des dritten Standes (der Bürger) nahm er im Jahr 1806 am Greifswalder Landtag teil. In der Franzosenzeit führte er 1808 in Erfurt während des Fürstenkongresses Verhandlungen mit Napoleon. Zusammen mit Carl Dietrich Schoultz von Ascheraden überbrachte er die Bitte der Stadt, die Zahl der in Stralsund und Schwedisch-Pommern stationierten französischen Truppen, deren Versorgung für Stadt und Bevölkerung eine hohe Belastung darstellte, zu verringern. Der bald darauf einsetzende Truppenabzug geschah jedoch nicht aus diesem Grund, sondern weil Frankreich die Truppen in Spanien benötigte. Napoleons Befehl zur Schleifung der Stralsunder Stadtbefestigungen zur Minderung der strategischen Bedeutung der Stadt entsprach einer Bitte von Kühls Begleiter Schoultz von Ascheraden.
1810 reiste Kühl als Deputierter Stralsunds zur Wahl von Jean-Baptiste Bernadotte zum Kronprinzen nach Schweden.
Die Universität Greifswald verlieh ihm 1817 den Doktortitel. Er wurde mit dem preußischen Roten Adlerorden ausgezeichnet und war Ritter des schwedischen Nordstern-Ordens. 
Er verfasste eine Beschreibung seines Lebens, die als Handschrift in die Stralsunder Ratsbibliothek gelangte und heute im Stadtarchiv Stralsund aufbewahrt wird.
David Lucas Kühl war verheiratet mit Johanna Juliana Kühl, geborene Natorp (* 1762).